# Ennerdale and Kinniside
Ennerdale and Kinniside est une paroisse civile de Cumbria, située dans le nord-ouest de l'Angleterre.

## Patrimoine
- Cercle de pierres de Kinniside